# Большой национальный диалог (Камерун)
Большой национальный диалог (англ. Major National Dialogue, фр. Grand dialogue national) — официальное название диалога между правительством Камеруна и различными оппозиционными партиями, направленного на разрешение англоязычного кризиса. Мероприятие проходило с 30 сентября по 4 октября 2019 года.

## Предыстория
На протяжении десятилетий англоязычные камерунцы, проживающие на территории, ранее известной как Южный Камерун, возмущались тем, что центральное правительство их маргинализировало. В октябре 2016 года в городах англоязычных регионов вспыхнули крупные протесты. Правительство Камеруна в ответ направило солдат для подавления протестов. Через шесть недель после начала демонстраций шесть демонстрантов были убиты и более 100 арестованы. В сентябре 2017 года англоязычные сепаратисты начали поднимать оружие против камерунского правительства, а 1 октября Объединённый фронт консорциума Амбазонии — Южного Камеруна провозгласил независимость Федеративной Республики Амбазония. Ситуация переросла в военный конфликт, включающий нарушения прав человека, получивший название «Англоязычный кризис».

### Переговоры
10 сентября 2019 года президент Камеруна Поль Бийя объявил в телеобращении, что до конца месяца состоится «большой национальный диалог». Диалог будет проходить «в контексте конституции», что исключает независимость Амбазонии, и будет включать англоязычную камерунскую диаспору. Впоследствии был запущен правительственный веб-сайт, где люди могли вносить предложения до начала диалога.

## Реакция на объявление диалога

### В Камеруне

#### Поддержка
- «Объединённые люди за социальную реновацию[англ.]» поддержали инициативу. Их лидер Серж Эспуар Матомба встретился с премьер-министром перед диалогом, чтобы представить свои предложения[8].
- Перед началом диалога Народная партия Камеруна представила премьер-министру свои мнения и предложения[9].
- Феликс Агбор Балла[англ.], президент Центра по правам человека и демократии, поддержал инициативу, но подчеркнул, что сепаратистам должны быть даны гарантии, что их не арестуют[10].

#### Условная поддержка
- Социал-демократический фронт предложил условную поддержку этой инициативы, потребовав прекращения огня и амнистии всем сепаратистам, которые были заключены в тюрьму[11]. Партия также заявила, что диалог должен вести нейтральная третья сторона, предлагая США, Великобританию или Германию[12]. Позже Фронт обвинил правящую партию «Камерунское народное демократическое движение» в отправке на диалог непропорционально большого числа представителей[13].
- Кардинал Кристиан Туми, почётный архиепископ Дуалы, заявил, что независимость Амбазонии не следует исключать с самого начала[14].

#### Оппозиция
- Камерунское движение возрождения[англ.] заявило, что не будет участвовать, пока его лидер Морис Камто не будет освобождён из тюрьмы. Камто находился в тюрьме сразу после президентских выборов в Камеруне в 2018 году, на которых он заявил о своей победе[15]. Это требование было в конечном итоге удовлетворено после того, как диалог состоялся[16].

### Реакция сепаратистов
- Южно-Камерунский освободительный комитет, объединяющее движение нескольких амбазонских сепаратистских группировок, включая Временное правительство Амбазонии, немедленно отверг диалог как неискренний, сославшись на недавние пожизненные заключения, вынесенные Сисику Джулиусу Аюку Табе и другим задержанным лидерам сепаратистов. Эбенезер Акванга[англ.] заявил, что уже слишком поздно говорить о реформах и что сепаратисты согласятся только на независимость[17].
  - Несмотря на это, боевики-сепаратисты из департамента Фако согласились участвовать посредством телефонной конференции[18].

## Ход диалога

### 30 сентября
Диалог начался с церемонии открытия, на которой бывшие боевики-сепаратисты исполнили государственный гимн Камеруна. После этого премьер-министр Жозеф Нгют призвал присутствующих «творить историю» и найти решения «проблем, которые разделяли нас физически и интеллектуально в последние годы».

### 1 октября
Полноценные дебаты начались на второй день диалога. Было создано восемь комиссий, каждая из которых занималась конкретным вопросом: 1) мультикультурализм и двуязычие, 2) система образования, 3) судебная система, 4) вопрос беженцев, 5) восстановление, 6) разоружение, 7) диаспора и 8) децентрализация.
В конце второго дня адвокат Акере Муна из движения «Сейчас» заявил, что выйдет из диалога, если не будет обсуждаться форма государства.

### 2 октября
Третий день имел ту же направленность, что и второй день. Адвокат Феликс Агбор Балла заявил, что диалог будет бессмысленным, если не будет обсуждаться форма государства, настаивая на том, что децентрализации будет недостаточно.

### 3 октября
На четвёртый день комиссии представили премьер-министру свои рекомендации. Когда Большой национальный диалог близился к завершению, президент Поль Бийя издал указ о прекращении судебных дел против 333 англоязычных активистов.
В ответ на присутствие сепаратистских генералов на Диалоге Совет самообороны Амбазонии выступил с заявлением, в котором утверждалось, что эти сепаратисты были ненастоящими.

### 4 октября
На пятый день были зачитаны итоговые резолюции. Комиссия по децентрализации предложила особый статус англоязычным регионам, а также большую местную автономию. Другие рекомендации включали строительство аэропорта и морского порта в англоязычных регионах, переименование страны в «Объединённую Республику Камерун», меры по борьбе с коррупцией и активизацию усилий по реабилитации бывших боевиков-сепаратистов.

## Реакция
Правящая партия «Камерунское народное демократическое движение» приветствовала рекомендации комиссий. Некоторые присутствующие раскритиковали структуру диалога, а также тот факт, что разделение не обсуждалось как альтернатива. Другие охарактеризовали пятидневное мероприятие как фикцию. Сепаратисты подтвердили отказ от диалога, пообещав активизировать войну.
В декабре 2020 года Организация Объединённых Наций призвала правительство Камеруна решить вопросы, поднятые в ходе Большого национального диалога, и продолжить процесс диалога со всеми участвующими сторонами. Франсуа Лусеми Фаль, глава Регионального отделения ООН в Центральной Африке, заявил, что «выполнение рекомендаций Большого национального диалога, в дополнение к продолжению диалога со всеми сторонами, по-прежнему имеет решающее значение для построения прочного мира и развития».

## Последствия
На следующий день после завершения диалога президент Бийя приказал закрыть дела некоторых сторонников Камерунского движения возрождения, в том числе его лидера Мориса Камто. Этот шаг был напрямую связан с Большим национальным диалогом. 16 ноября две правительственные делегации отправились с миссией в англоязычные регионы, чтобы заручиться народной поддержкой итогов Большого национального диалога. В частности, делегации стремились убедить население в том, что «особый статус» англоязычных регионов поможет решить их недовольство. В результате был принят «Общий кодекс региональных и местных властей», который был принят парламентом Камеруна 18 декабря 2019 года.
Война в англоязычных регионах усилилась в течение нескольких недель после диалога. Сохраняя военный подход к разрешению кризиса, правительство Камеруна начало уделять особое внимание созданию местных групп линчевателей для борьбы с сепаратистскими партизанами. Сепаратисты активизировали свою партизанскую войну против Камеруна, в частности, убив сепаратистского генерала всего через несколько дней после того, как он сложил оружие.